# Kurt Lundqvist
Kurt Lundqvist (10. srpna 1914 – 24. srpna 1976) byl švédský atlet, mistr Evropy ve skoku do výšky z roku 1938.
V roce 1938 se stal mistrem Evropy ve skoku do výšky, v předcházející sezóně vytvořil švédský rekord výkonem 198 cm.